# 1507.
◄ | 15. stoljeće | 16. stoljeće | 17. stoljeće | ►
◄ | 1470-ih | 1480-ih | 1490-ih | 1500-ih | 1510-ih | 1520-ih | 1530-ih | ►
◄◄ | ◄ | 1504. | 1505. | 1506. | 1507. | 1508. | 1509. | 1510. | ► | ►►
Arhitektura • Astronomija • Glazba • Kazalište • Kiparstvo • Knjige • Književnost • Kršćanstvo • Medicina • Politika • Pravo • Promet • Slikarstvo • Znanost
1507. je bila godina prema gregorijanskom kalendaru koja nije bila prijestupna, a započela je u petak.

## Događaji
- 20. kolovoza – gurū Nānak Dēv postaje vođa sikizma.
- Portugalci okupiraju Mozambik i otoke Sokotra i Lamu.
- Babur zauzima Kandahar.
- Muhamed Šajbani zauzima Herat.

## Rođenja
- ljeto – Anne Boleyn, engleska kraljica (umrla 1536.). (Ovaj datum je pretpostavka, kao drugi datumi spominju se 1501. i 1505.)
- 16. rujna – Jiajing, kineski car (umro 1567.).
- 29. listopada. – Fernando Álvarez de Toledo Alba, španjolski vojskovođa († 1582.)
- Bálint Bakfark, mađarski skladatelj (umro 1576.).
- Guillaume Rondelet, francuski liječnik (umro 1566.).
- Inés de Suárez, španjolska konkvistadorica (umrla 1580.).
- Michel de l'Hospital, francuski državnik i pisac (umro 1573.).

## Smrti
- 23. veljače – Gentile Bellini, talijanski slikar (rođen oko 1428.).
- 12. ožujka – Cesare Borgia, talijanski političar i vojskovođa (rođen 1475.)
- 2. travnja – Sveti Franjo Paulski, talijanski redovnik i svetac (* 1416.)
- 29. srpnja – Martin Behaim, njemački pomorac (rođen 1459.).
- 23. kolovoza – Jean Molinet, francuski pisac, kroničar i pjesnik (rođen 1435.).

## Vanjske poveznice
|  | Zajednički poslužitelj ima još gradiva o temi 1507. |